# Сегарелли, Герардо
Герардо Сегарелли (итал. Gherardo Segarelli; ок. 1240, провинция Парма, Италия — 18 июля 1300, Парма, Италия) — крестьянин из Пармской округи, основатель секты апостоликов в Северной Италии (ок. 1260). Сегарелли проповедовал общность имущества и всеобщее равенство, обличал католическое духовенство в праздности и алчности. Был объявлен еретиком и по распоряжению папы римского Бонифация VIII сожжён в 1300 г.

## Биография
Герардо Сегарелли был ремесленником в Парме. В 1250-х годах он решил пойти в монастырь, однако не был принят из-за радикальных взглядов на жизнь. Сегарелли остался вблизи монастыря и посещал церковь при нём. Он отрастил бороду и волосы и носил белые одеяния, повторяя облик первых христиан. В 1260 году бывший ремесленник начал проповедовать в образе апостола. Он продал всё своё имущество и раздал выручку нищим. Несколькими годами позже к Сегарелли присоединились единомышленники и основали секту апостоликов.
Апостольские братья желали возродить общину по подобию апостольской, а также предвидели скорый конец света. От своих слушателей Сегарелли получал пищу и подаяния, которыми он делился с бедняками. Став предводителем апостликов, Сегарелли начал проповедовать и в других городах. Апостольское течение получило в скором времени распространение на территории Священной Римской империи, в первую очередь в Северной Италии, а также на территориях нынешней Франции, Испании и Англии появились сторонники идей апостоликов.
В 1280 году епископ Пармы приказал поймать Герардо Сегарелли, однако в его проповедях не было найдено ничего незаконного, в связи с чем Сегарелли назвали сумасшедшим пророком и выпустили на свободу. Распространению идей Сегарелли попробовал воспрепятствовать папа Гонорий IV в своей булле от 11 марта 1286 года, прокляв идеи апостоликов. Епископ изгнал Сегарелли из диоцеза, а прочим апостоликам был наложен запрет на проповеди и просьбы милостыни. Остальному населению было запрещено снабжать апостоликов пищей и водой.
Во главе апостоликов Сегарелли выступил против церковных порядков. Папа Николай IV в булле от 7 марта 1290 года вновь заявил о неприятии апостоликов церковью. Несмотря на запрет, Сегарелли вернулся в Парму, где был схвачен и обречён на пожизненное заключение. В 1300 году было вновь возбуждено судебное разбирательство, в результате которого Сегарелли был объявлен еретиком и сожжен на костре. После его казни возмущённый народ разгромил дом инквизитора.
После смерти Сегарелли главой апостоликов стал Дольчино.